# منطقة الشدفة القابلة للتبلور

ينتج عن الجسم المضاد المهضوم بواسطة الباباين ثلاث شدفات، شدفتين من Fab وشدفة واحدة من Fc.

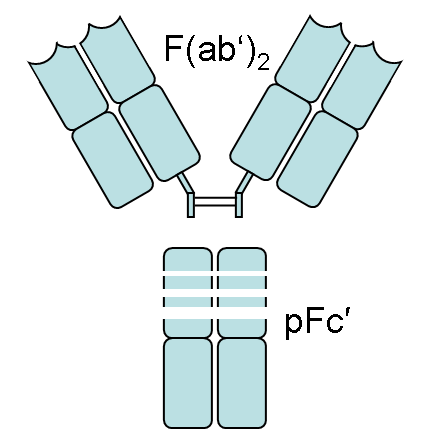
يُنتج الجسم المضاد الذي يتم هضمه بواسطة البيبسين شدفتين: شدفة F(ab')_{2} وشدفة pFc'

منطقة الشدفة (1)القابلة للتبلور (اختصاراً منطقة Fc) هي منطقة الذيل في الجسم المضاد والتي تتفاعل مع مستقبلات سطح الخلية المسماة مستقبلات Fc وبعض بروتينات النظام المناعي المتمم. تسمح هذه المنطقة للأجسام المضادة بتنشيط الجهاز المناعي، على سبيل المثال، من خلال الارتباط بمستقبلات Fc. في النمط الإسوي للأجسام المضادة IgG وIgA وIgD، تتكون منطقة Fc من شدفتين بروتينيتين متطابقتين، مشتقتين من النطاقين الثابتين الثاني والثالث للسلسلتين الثقيلتين للجسم المضاد؛ تحتوي مناطق Fc ل لغلوبيولين مناعي م (IgM) وIgE على ثلاثة نطاقات ثابتة للسلسلة الثقيلة (مجالات CH 2-4) في كل سلسلة بولي ببتيد. تحمل مناطق Fc من IgGs موقعًا محفوظًا للغاية لغلكزة النيتروجين. غلكزة الشدفة Fc ضرورية للنشاط الذي يتوسطه مستقبل Fc. تكون الغليكوزيلات النيتروجينية المرتبطة بهذا الموقع في الغالب هياكل ثنائية الفروع ذات لب مفوكز (فوكوز) من النوع المعقد. بالإضافة إلى ذلك، تحتوي كميات صغيرة من هذه الغليكانات النيتروجينية أيضًا على بقايا حمض السياليك المرتبطة بـ α-2,6 وGlcNAc.
يحتوي الجزء الآخر من الجسم المضاد، والذي يُسمى منطقة الشدفة الرابطة للمستضد Fab، على أقسام متغيرة تحدد الهدف المحدد الذي يمكن للجسم المضاد الارتباط به. وعلى النقيض من ذلك، فإن منطقة Fc لجميع الأجسام المضادة في فئة ما هي نفسها لكل نوع؛ فهي ثابتة وليست متغيرة. لذلك، يُطلق على منطقة Fc أحيانًا بشكل غير صحيح "منطقة الشدفة الثابتة ".

## الشدفات القابلة للتبلور المهندسة
في تطور جديد في مجال العلاجات القائمة على الأجسام المضادة، تم تصميم منطقة Fc من الغلوبولينات المناعية لتحتوي على موقع ربط المستضد. يُطلق على هذا النوع من شدفات ربط المستضد اسم Fcab. يمكن إدخال شدفات Fcab في الغلوبولين المناعي الكامل عن طريق تبديل منطقة Fc، وبالتالي الحصول على جسم مضاد ثنائي التخصص (حيث تحتوي كل من منطقتي Fab وFcab على مواقع ربط مميزة). يُشار أحيانًا إلى هذه الأجسام المضادة الأحادية النسيلة ثنائية التخصص باسم mAb2.

## الهوامش
1. الشدفة باللغة العربية هي الجزء أو القطعة من الشيء.